# Per Nørgård

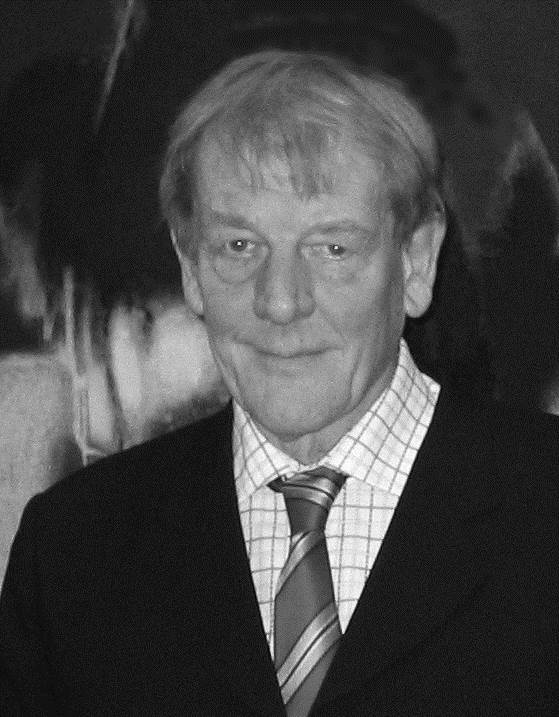
Per Nørgård (2015)

Per Nørgård (* 13. Juli 1932 in Gentofte; † 28. Mai 2025 in Kopenhagen) war ein dänischer Komponist.

## Leben und Wirken
Per Nørgård studierte unter anderem bei Vagn Holmboe und Finn Høffding an der königlich dänischen Musikakademie in Kopenhagen. In den Jahren 1956 und 1957 setzte er seine Studien bei Nadia Boulanger in Paris fort. Er arbeitete zunächst als Musikkritiker für die Tageszeitung Politiken (1958–1962). Von 1965 bis 1995 lehrte er an der Musikhochschule Aarhus, ab 1987 als Professor.
Seine Kompositionstechnik war stark von mathematischen Vorstellungen geprägt. So entwickelte er ein System, das Spektralharmonik und auf dem Goldenen Schnitt basierende Rhythmen mit der sogenannten Unendlichkeitsreihe verbindet. Letztere hat die Eigenschaft, dass jede Stauchung und Streckung dieser Reihe mit der Reihe selbst oder ihrer Intervallspiegelung identisch ist.

## Werke
Per Nørgård hinterließ annähernd 400 Kompositionen, unter anderem sechs Opern, je zwei Violin- und Perkussionskonzerte, je ein Klavier- und Cellokonzert, acht Sinfonien und Kammermusik sowie eine Märchenkantate über das Märchen Lygtemaend I Byen (Die Irrlichter sind in der Stadt, sagte die Moorfrau) von Hans Christian Andersen.  
Einige seiner Werke wurden auch in dänischen Filmen verwendet bzw. wirkte er auch als Filmkomponist.

## Filmografie

### Komponist
- 1963: Oslo (Dokumentarfilm)
- 1967: Kongens Enghave (Kurzfilm)
- 1967: Hagbard und Signe (Den røde kappe) (Drama)
- 1969: Manden der tænkte ting (Horrorfilm)
- 1970: Nattergalen (Zeichentrickfilm)
- 1987: Babettes Fest (Babettes gæstebud, Spielfilm)
- 1993: Performance (Fernsehserie, 1 Folge Hedda Gabler)
- 1994: Der Prinz von Jütland (Prinsen av Jylland, Spielfilm)
- 2003: Krig (Dokumentarfilm)

### Musik (Crew)
- 1993: Talkshowet (Lyrik und Musik, 1 Folge)
- 1993: Ditte Gråbøl (Lyrik und Musik, als Per Nørgård)

## Ehrungen
- 1961: Kompositionspreis der Stiftung Gaudeamus
- 1974: Musikpreis des Nordischen Rates
- 1988: Henrik-Steffens-Preis
- 1995: Ehrenmitglied der International Society for Contemporary Music (ISCM)[5]
- 1996: Léonie-Sonning-Musikpreis
- 2006: Wihuri-Sibelius-Preis
- 2016: Ernst von Siemens Musikpreis